# Plagiobryum japonicum
Plagiobryum japonicum är en bladmossart som beskrevs av Noguchi 1952. Plagiobryum japonicum ingår i släktet puckelmossor, och familjen Bryaceae. Inga underarter finns listade i Catalogue of Life.